# Campionati europei di mountain bike 2018
I Campionati europei di mountain bike 2018 si sono disputati a Glasgow, Regno Unito, il 7 agosto 2018. Il campionato  faceva parte della prima edizione dei Campionati europei, insieme ad altri sei sport, disputati congiuntamente tra Glasgow e Berlino.
Nel 2018 per la prima volta i campionati europei delle quattro specialità del ciclismo (strada, pista, BMX e mountain bike), si sono svolti nello stesso periodo e nella stessa località.

## Risultati

### Uomini
| Pos. | Nome         | Paese    |
| ---- | ------------ | -------- |
|      | Lars Förster | Svizzera |
|      | Luca Braidot | Italia   |
|      | David Valero | Spagna   |

### Donne
| Pos. | Nome                   | Paese    |
| ---- | ---------------------- | -------- |
|      | Jolanda Neff           | Svizzera |
|      | Pauline Ferrand-Prévot | Francia  |
|      | Githa Michiels         | Belgio   |

## Medagliere
| Posiz. | Nazione  | Oro | Argento | Bronzo | Totale |
| ------ | -------- | --- | ------- | ------ | ------ |
| 1      | Svizzera | 2   | 0       | 0      | 2      |
| 2      | Francia  | 0   | 1       | 0      | 1      |
|        | Italia   | 0   | 1       | 0      | 1      |
| 4      | Belgio   | 0   | 0       | 1      | 1      |
|        | Spagna   | 0   | 0       | 1      | 1      |
| Total  | Total    | 2   | 2       | 2      | 6      |